# سیارک ۶۵۳۵
سیارک ۶۵۳۵ (به انگلیسی: 6535 Archipenko، نامگذاری:3535P-L) شش هزار و پانصد و سی و پنجمین سیارک کشف شده‌است که در ۱۷ اکتبر ۱۹۶۰ کشف شد.
قدر مطلق سیارک برابر ۱۲٫۶۰ است.